# Pius Ngandu Nkashama
Pius Ngandu Nkashama (geboren 4. September 1946 in Bakwanga, Belgisch-Kongo) ist ein kongolesischer Literaturwissenschaftler und Schriftsteller, der seit 1982 im Ausland lebt. Er schreibt in Französisch und in Tschiluba.

## Leben
Pius Ngandu Nkashama wuchs in Bakwanga (späterer Name Mbuji-Mayi) auf, besuchte die Schule der Salesianer Don Boscos in Elisabethville und studierte Literatur und Philosophie an der Université Lovanium in Kinshasa. 1975 wurde er dort Hochschulassistent. In Frankreich wurde Ngandu 1981 an der Universität Straßburg promoviert und lehrte danach als Dozent an der Université nationale du Zaïre. Er leitete dort das Centre d’études Africaines. Er wurde vom Regime Mobutu aus politischen Gründen mehrere Monate inhaftiert und floh aus dem Land.
Ngandu arbeitete als Hochschuldozent für französische Sprache und Literatur in Algerien an der Universität Annaba (1982 bis 1989) und an der Université Mentouri de Constantine (1989/90), danach in Frankreich an der Universität Limoges (1990 bis 1998) und an der Université Sorbonne-Nouvelle (1997/98). Im Jahr 2000 wurde er Französischprofessor an der Louisiana State University in Baton Rouge in den USA. Er erhielt 2004 den Fonlon-Nichols Award.
Ngandu arbeitet zu linguistischen Fragestellungen, zur Literaturtheorie und zur Literaturgeschichte. Er ist Autor mehrerer Übersichtswerke zur afrikanischen Literatur. Er forschte zur Religionssoziologie.
Ngandu ist Autor mehrerer Theaterstücke in Französisch und in Tschiluba, er führte selbst verschiedene Male beim Studententheater in Lubumbashi Regie. Ngandu schrieb Lyrik, Erzählungen und Romane.

## Werke (Auswahl)

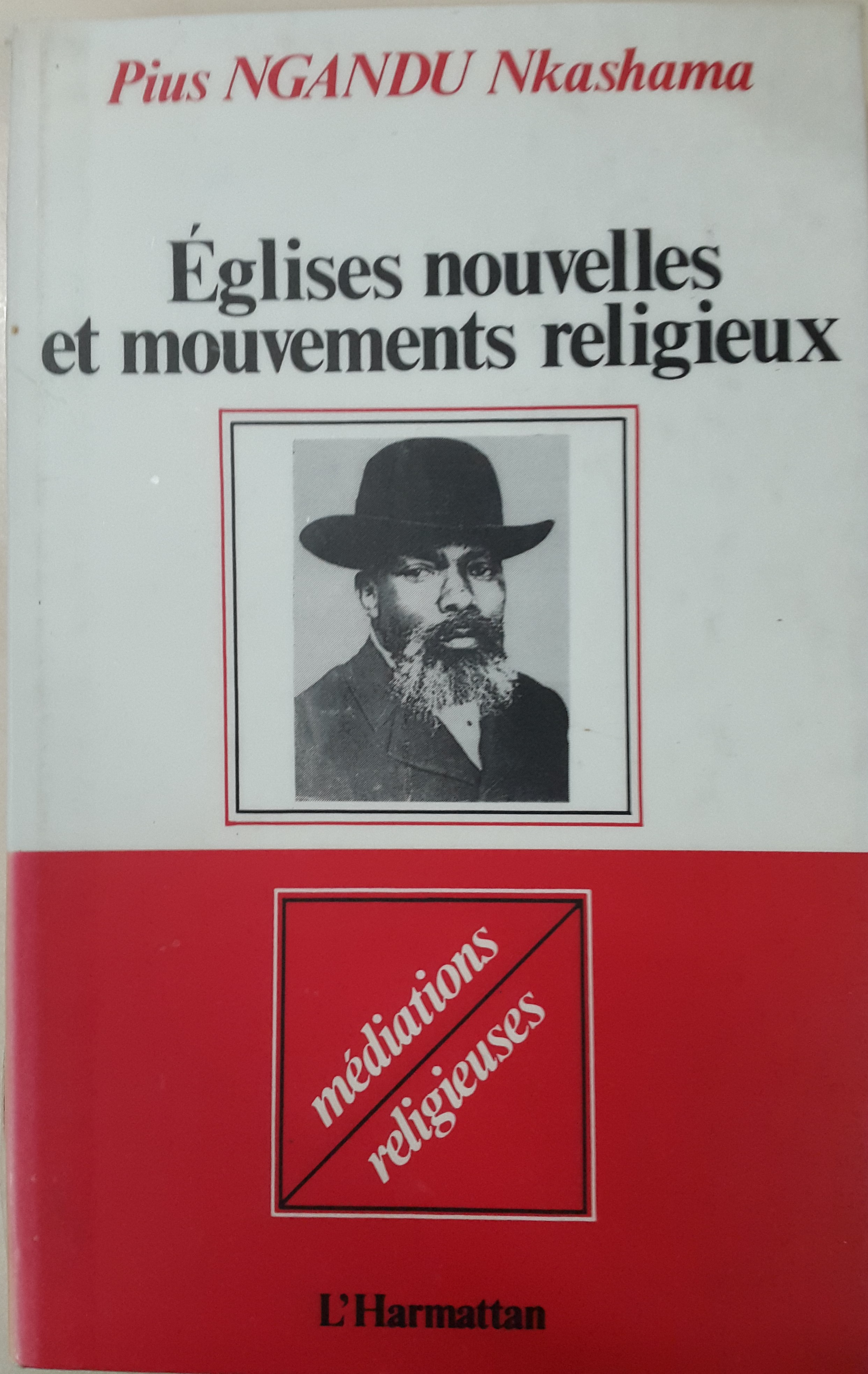
Untersuchung über die neuen religiösen Bewegungen in Afrika (1990)

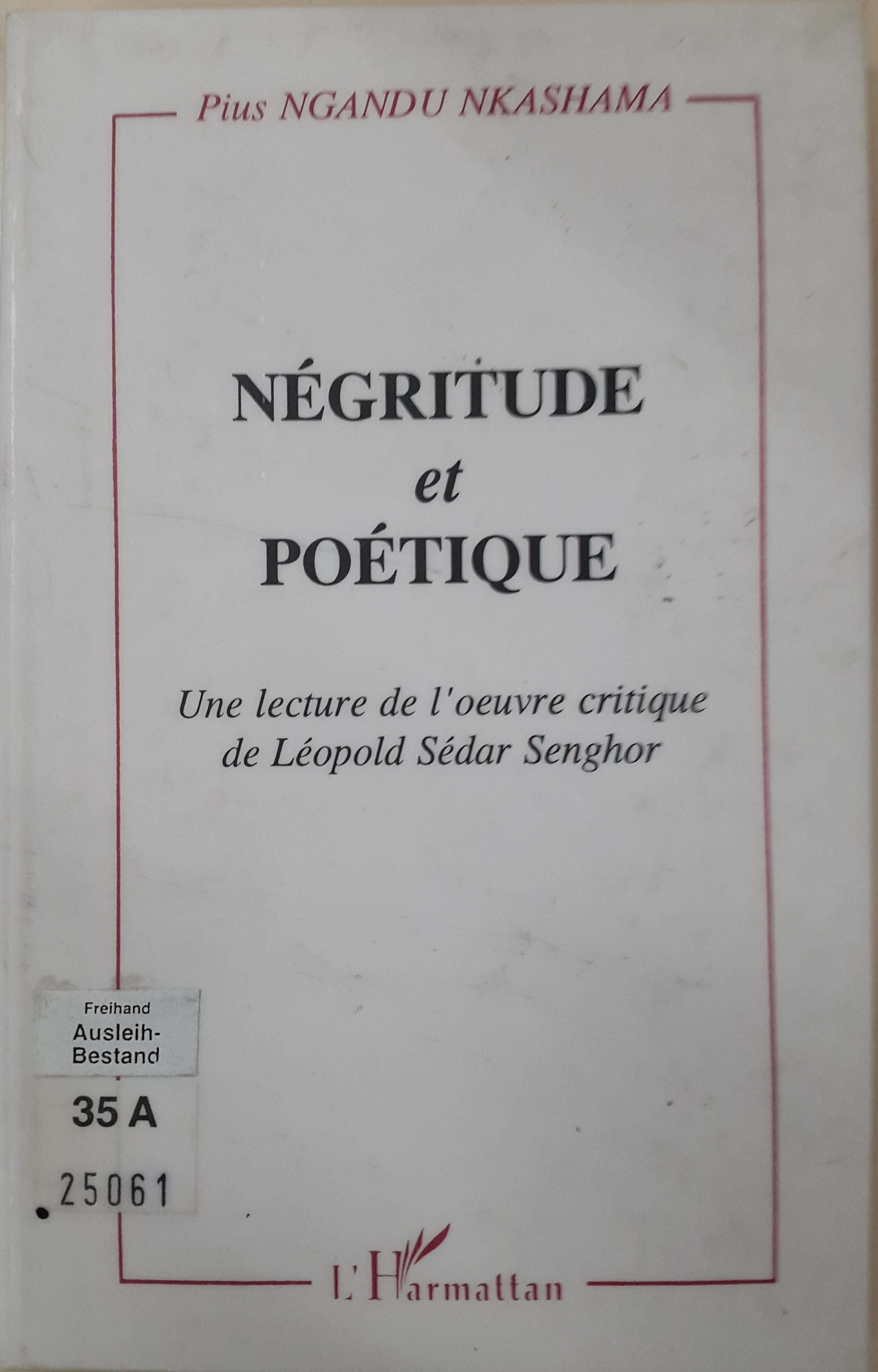
Essay über Leopold Senghor (1992)

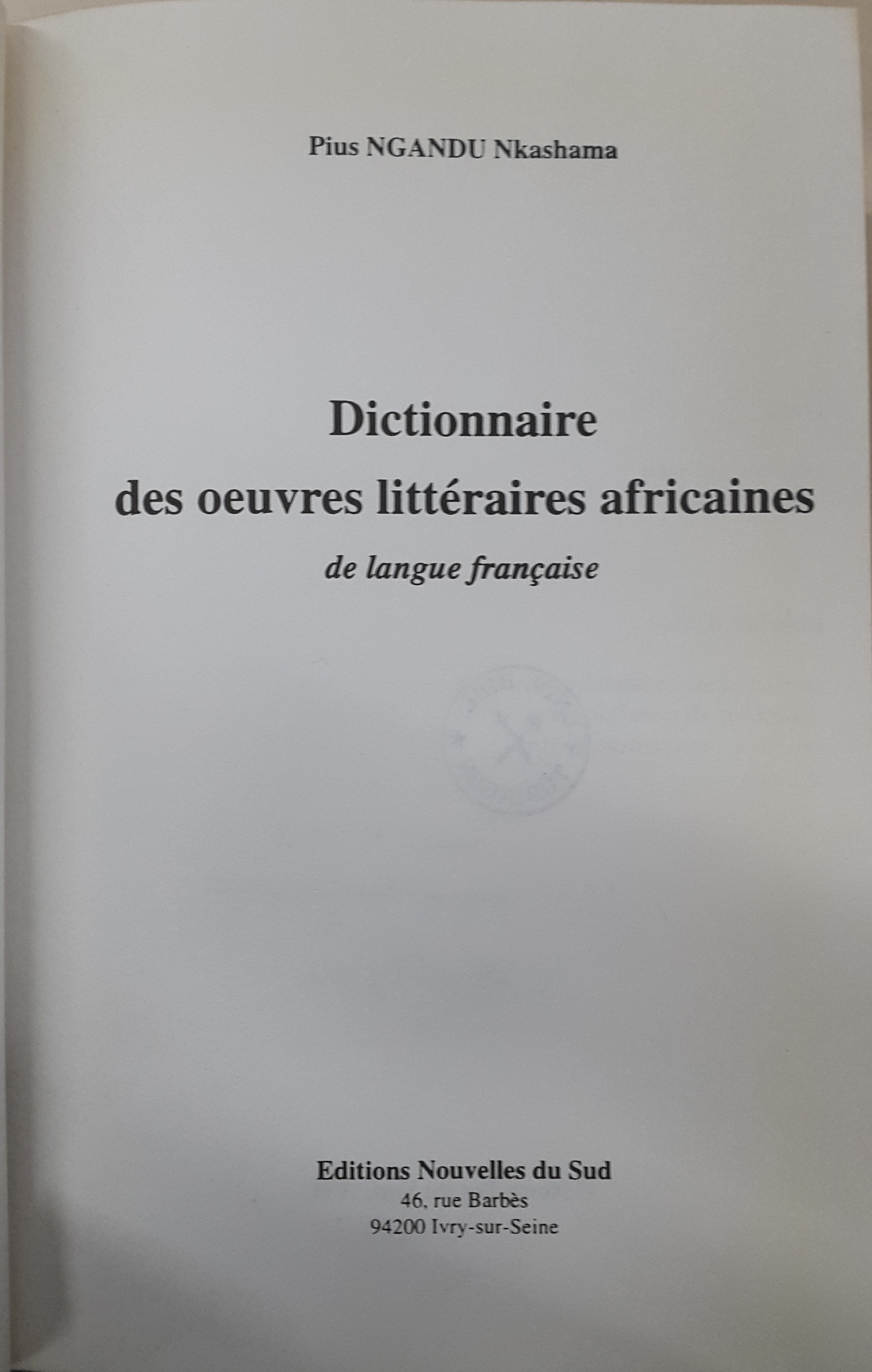
Kompendium der gegenwärtigen frankophonen afrikanischen Literatur (1995)

### Romane auf Französisch
- La malédiction, Silex, 1983
- Le pacte de sang, L’Harmattan, 1984
- La mort faite homme, L’Harmattan, 1986
- Vie et mœurs d’un primitif en Essonne quatre-vingt-onze, L’Harmattan, 1987
- Les étoiles écrasées. Paris : Publisud, 1988
- Un jour de grand soleil sur les montagnes de l’Éthiopie, L’Harmattan, 1991
- Le fils du mercenaire, Hurtubise, 1993
- Le doyen marri, L’Harmattan, 1994
- Citadelle d’espoir, L’Harmattan, 1995
- Les magiciens du repentir, Les confessions de Frère Dominique – Sakombi Inongo, L’Harmattan, 1995
- La rédemption de Sha Ilunga. L’Harmattan, 2007
- En suivant le sentier sous les palmiers. L’Harmattan, 2009

### Romane in Tschiluba
- Bidi ntwilu, bidi mpelelu, Lubumbashi, éditions Impala, 1997
- Tuntuntu, ntuntu, éditions Giraf – Baton Difunda, Paris, 2002
- Mulongeshi Wanyi ntuntu, éditions Giraf, Paris, 2003

### Lyrik
- Crépuscule équinoxial, L’Harmattan, 1998

### Essay
- Un matin pour Loubène, Hurtubise, 1991
- Les enfants du lac Tana, Hurtubise, 1991
- Yakouta, L’Harmattan, 1995
- La malédiction, Nouvelles du Sud, 2001
- Mariana suivi de Yolena et de La chanson de Mariana, L’Harmattan, 2006

### Erzählung
- Le fils de la tribu suivi de La mulâtresse Anna, NEA Dakar, 1983
- Des mangroves en terre haute, L’Harmattan, 1991

### Theater
- La délivrance d’Ilunga, Pierre Jean Oswald, 1977
- Nous aurions fait un rêve, Kinshasa, Institut National des Arts (INA), 1980
- Bonjour monsieur le Ministre, Silex, 1983
- L’empire des ombres vivantes, Lansman, 1991
- May Britt de Santa Cruz, L’Harmattan, 1993

### Wissenschaft
- Comprendre la littérature africaine écrite en langue française : la poésie, le roman, le théâtre. Issy les Moulineaux: Ed. Saint-Paul, 1979
- Littératures africaines : de 1930 à nos jours. Paris: Silex Éd., 1984
- Écritures et discours littéraires : études sur le roman africain. Paris: L’Harmattan, 1989
- Églises nouvelles et mouvements religieux: l’exemple zaïrois, L’Harmattan, 1990
- Négritude et poétique: une lecture de l’oeuvre critique de Léopold Sédar Senghor. L’Harmattan, 1992
- Littératures et écritures en langues africaines. Paris: Ed. l’Harmattan, 1992
- Les années littéraires en Afrique, 1987–1992 (tome 2), L’Harmattan, 1993
- Théâtre et scènes de spectacles : études sur les dramaturgies et les arts gestuels. L’Harmattan, 1993
- Dictionnaire des oeuvres littéraires africaines de langue française. Ivry-sur-Seine: Éd. Nouvelles du Sud, 1995
- Ruptures et écritures de violence, Études sur le roman et les littératures africaines contemporaines, L’Harmattan, 1998
- La pensée politique des mouvements religieux en Afrique : le cas du Congo (Kinshasa). Paris : L’Harmattan, 1998
- Mémoire et écriture de l’histoire dans «Les écailles du ciel» de Tierno Monenembo, L’Harmattan, 1999
- Sémantique et morphologie du verbe en ciluba, L’Harmattan, coll. sémantiques, 1999
- Enseigner les littératures africaines, aux origines de la négritude, tome 1, L’Harmattan, 2000
- Les années littéraires en Afrique, 1912–1987 (tome 1), L’Harmattan, 2003
- Écrire à l’infinitif : la déraison de l’écriture dans les romans de Williams Sassine, L’Harmattan, 2006